# إينام كريموف
إينام إمداد أغلو كريموف (بالأذرية: İnam Kərimov) رجل دولة و محاماة أذربيجاني وزير الزراعة الخامس لجمهورية أذربيجان(مند 2018 - حتى الات)، الرئيس الأول في وكالة الدولة للخدمات المدنية والابتكارات الاجتماعية لدى رئيس جمهورية أذربيجان (مند 2012 إلى 2018). 

## حياته
ولد إينام كريموف في مدينة باكو 6 يونيو في 1984. من 1984 إلى 1994 تلقى تعليمه في كلية العلوم الإنسانية إسمه بيشافاري. ثم واصل تعليمه في "Richmond High School" بولاية إنديانا امريكا بين 1994-1995. تخرج من جامعة باكو الحكومية على تخصص قانون في 1998.
ثم واصل تعليمه في جامعة ستراسبورغ بإقليم الألزاس الفرنسي على تخصص قانون في 1998-2000.
سامير شريفوف تلقى تعليمه ماجستير في جامعة باريس على تخصص قانون بين 2000-2002.
حصلت إينام كريموف على الدكتوراه في القانون من جامعة السوربونا.وهو يجيد اللغة الفرنسية والروسية والإنجليزية والفرسية.

## مشواره المهني
- عمل إينام كريموف إينام كريموف مستشارا في إدارة رئيس جمهورية أذربيجان في 2002-2004، و مستشارا كبيرا بين من 2004 إلى 2012.
- في 7 سبتمبر لعام 2012 بمجب القرار لرئيس جمهورية أذربيجان تم تعيين إينام كريموف رئيسا في الوكالة الحكومية لخدمة المواطن والابتكار الاجتماعي برئاسة أذربيجان.
- وكذلك إينام كريموف كان عضوًا في مجلس السياحة الأذربيجاني منذ عام 2016.
- في 21 أبريل لعام 2018 تم تعيين إينام كريموف وزير الزراعة لجمهورية أذربيجان بموجب القرار لرئيس جمهورية أذربيجان. إينام كريموف هو وزير الزراعة الخامس لجمهورية أذربيجان.
- في نفس التاريخ تم طرد إينام كريموف من منسب رئيسا في الوكالة الحكومية لخدمة المواطن والابتكار الاجتماعي برئاسة أذربيجان.